# アジアで花咲け!なでしこたち
アジアで花咲け!なでしこたち（アジアではなさけ!なでしこたち）は、NHK BS1が2012年に放送を開始したドキュメント番組である。

## 概要
1シリーズは4回程度+αで、年2回に分けて放送する。アジア各地で自らの道を切り開こうとする日本人女性に密着し、その日本人女性の奮闘を、漫画家・イラストレーターがスケッチしながらレポートする内容である。レポーターは毎年変わる。2015年度の第8期からは、取材範囲をアジアから世界各地に広げて、世界各国で活躍する日本人女性にスポットを当てる。
なお、スケッチイラストは番組ホームページに掲載されるほか、書籍化もされた。

## 放送リスト

### 第1・2期「たかぎなおこのアジアで花咲け!なでしこたち」
- 放送期間：2012年2月（第1期）、8月（第2期）
- 出演者
  - レポーター：たかぎなおこ
  - ナレーター：小池徹平（第3期以後も担当）
- 特別回出演者（特記なしは2回とも出演）
  - 天野ひろゆき
  - ダイアモンド・ユカイ（立志・何とかなるさ編のみ）
  - 大友康平（奮闘・成長編のみ）
  - ミッツ・マングローブ
  - 宋文洲

| 回     | 初回放送日   | テーマ                                 | 主人公            | 職業                 |
| ------ | ------------ | -------------------------------------- | ----------------- | -------------------- |
| 1-1    | 2/7          | ベトナムで龍馬になる                   | 藤井悠夏さん      | 結婚式情報サービス業 |
| 1-2    | 2/8          | 地雷の村をハーブで変える・カンボジア   | 篠田ちひろさん    | ハーブ製品開発者     |
| 1-3    | 2/9          | 中国で水を売り込め                     | 熨斗麻紀子さん    | 飲料水メーカー社長   |
| 1-4    | 2/10         | 明るく、ゆるく、頑張って・東ティモール | 丹羽千尋さん      | 自動車販売業         |
| 1-(特) | 5/4          | 前編・立志編 後編・何とかなるさ編      | （第1期の総集編） | （第1期の総集編）    |
| 2-1    | 8/20         | ゾウも人も癒しタイ                     | 佐川尚恵さん      | ツアーガイド         |
| 2-2    | 8/21         | ドバイで夢見る世界一・アラブ首長国連邦 | 貫井奈々子さん    | ホテルウーマン       |
| 2-3    | 8/22         | 中国にTOKYO可愛いファッションを        | TOKYO PANDAさん   | ブロガー             |
| 2-4    | 8/23         | 幸福の国で命と共に・ブータン           | 西澤和子さん      | 医師                 |
| 2-5    | 8/24         | 本当のヨルダンを伝えたい               | 木村菜穂子さん    | ツアーコンサルタント |
| 2-(特) | (2013年) 2/8 | 前編・奮闘編 後編・成長編              | （第2期の総集編） | （第2期の総集編）    |

### 第3・4期「ヤマザキマリのアジアで花咲け!なでしこたち」
- 放送期間：2013年2 - 3月（第3期）、8月（第4期）
- 出演者
  - レポーター：ヤマザキマリ

| 回     | 初回放送日 | テーマ                             | 主人公                | 職業                   |
| ------ | ---------- | ---------------------------------- | --------------------- | ---------------------- |
| 3-(特) | 2/9        | ヤマザキマリ、アジアと出会う       | （第3期のプロローグ） | （第3期のプロローグ）  |
| 3-1    | 2/10       | トルコの空にはばたけ               | 横溝絢子さん          | 気球ツアーガイド       |
| 3-2    | 2/24       | カンボジアに音楽を取り戻せ         | 浦田彩さん            | ミュージシャン         |
| 3-3    | 3/3        | 香港・広告の街に生きる             | 大堀かおりさん        | 広告会社営業           |
| 3-4    | 3/10       | フィリピン・人生再起のレストラン   | 中村八千代さん        | 飲食店経営             |
| 4-(特) | 8/4        | ヤマザキマリ、"地球人"と出会う     | （第4期のプロローグ） | （第4期のプロローグ）  |
| 4-1    | 8/8        | タイでコスプレを広めたい           | 滋野真琴さん          | 雑誌編集長             |
| 4-2    | 8/9        | ベトナム・共に前へ進みたい         | 伊能まゆさん          | 農業支援NPO代表者      |
| 4-3    | 8/12       | フィリピン・山岳の民族文化を守る   | 山下彩香さん          | アクセサリー製作者     |
| 4-4    | 8/13       | インドネシア・若者の未来を切り開く | 木暮七絵さん          | 技能者実習生育成担当者 |

### 第5・6・7期「ひうらさとるのアジアで花咲け!なでしこたち」
- 放送期間：2014年2 - 3月（第5期）、11 - 12月（第6期）、2015年2 - 3月（第7期）
- レポーター：ひうらさとる

| 回  | 初回放送日      | テーマ                                     | 主人公         | 職業                    |
| --- | --------------- | ------------------------------------------ | -------------- | ----------------------- |
| 5-1 | （2014年） 2/27 | カンボジア・湖上の命に寄り添って           | 前原とよみさん | 看護師                  |
| 5-2 | 3/6             | タイ・本で開け世界の扉                     | 堀内佳美さん   | 移動図書館運営          |
| 5-3 | 3/13            | モンゴル発ブランドを世界へ                 | 鈴木亜衣子さん | 衣料雑貨メーカー社長    |
| 5-4 | 3/20            | マレーシア・子供たちに楽園を               | 木村希さん     | 遊戯施設経営            |
| 6-1 | 11/21           | ミャンマー・古くて新しい農業を広めたい     | 柴田京子さん   | 農村支援NPO法人現地代表 |
| 6-2 | 11/28           | タイ・社食で健康を取り戻せ                 | 大和亜基さん   | 食育アドバイザー        |
| 6-3 | 12/4            | カンボジア・サーカスの魅力を世界へ         | 池内桃子さん   | サーカス公演の営業担当  |
| 6-4 | 12/11           | 中国・リノヴェーションで建築に新たなる命を | 藤井洋子さん   | 建築家                  |
| 7-1 | （2015年） 2/20 | フィリピン・"奇跡の木"で農村に笑顔を       | 山田麻樹さん   | 食品・美容品開発・販売  |
| 7-2 | 2/27            | 韓国・日韓をつなぐ"架け橋"に               | 緒方恵子さん   | 安東市職員              |
| 7-3 | 3/6             | イラン・やさしい天使を育てたい             | 東美佳さん     | 幼稚園長                |
| 7-4 | 3/13            | 番外編・タンザニアの宝を守りたい           | 斉藤裕美さん   | サファリツアー会社経営  |

### 第8・9期「世界で花咲け!なでしこたち」
- 放送期間：2015年12月（第8期）、2016年3月（第9期）
また、本放送に先駆け、放送前日の『国際報道2015』でもダイジェスト版が放送される。
- レポーターは各回ごとに異なる

| 回  | 初回放送日      | テーマ                                | 主人公         | 職業                   | レポーター   |
| --- | --------------- | ------------------------------------- | -------------- | ---------------------- | ------------ |
| 8-1 | （2015年） 12/9 | ケニア・動物も人間もともに生きて      | 滝田明日香さん | 動物保護家             | 瀧波ユカリ   |
| 8-2 | 12/10           | ブータン・”国の宝”を守りたい          | 石田香澄さん   | 建築士                 | カタノトモコ |
| 8-3 | 12/11           | ドイツ・”世界でひとつの輝き”を求めて  | 武市知子さん   | 宝飾細工士             | わたなべぽん |
| 8-4 | 12/11           | タイ・よみがえれ!中古車               | 幸長加奈子さん | 中古車用品製造会社社長 | 松本ぷりっつ |
| 9-1 | （2016年） 3/2  | チェコのこころ・人形劇に挑む          | 林由未さん     | 人形劇美術家           | わたなべぽん |
| 9-2 | 3/3             | 中国・新天地で輝きたい                | 鈴木美妃さん   | 女優                   | 瀧波ユカリ   |
| 9-3 | 3/3             | カンボジア・飴細工で未來をつくる      | 関屋やよいさん | 飴細工職人             | 辛酸なめ子   |
| 9-4 | 3/4             | オーストラリア・コアラ 森に帰る日まで | 平野聡美さん   | 動物保護家             | 松本ぷりっつ |

## 音楽
- オープニングテーマ：ナオト・インティライミ「Brave」

## 関連書籍
- 「たかぎなおこのアジアで花咲け! なでしこたち」（KADOKAWA・メディアファクトリー）

1. ISBN 4840145660
2. ISBN 484015208X

- 「ヤマザキマリのアジアで花咲け! なでしこたち アジアで出会った! 人生を変える仕事をみつけた女性たち」（KADOKAWA・メディアファクトリー）

1. ISBN 4840151970
2. ISBN 404066132X

## 関連番組
- エキサイト・アジア〜奮闘する日本人たち〜
- 島耕作のアジア立志伝